# Come Into My World
«Come Into My World» —en español: «Ven a mi mundo»— es el cuarto y último sencillo del álbum de 2001 de Kylie Minogue, Fever, lanzado en 2002. Ganó el Premio Grammy del 2004 como Mejor Canción Dance.

## Video musical
El video incluye a Kylie paseando alrededor de una manzana de la ciudad en el suburbio de Boulogne-Billancourt de París, Francia. Cada vez que se completa el circuito de la zona, una nueva Kylie surge de la tienda (que es en realidad la «vieja» Minogue, que hizo el circuito de la primera vez), y cada una de las personas en el fondo también se duplican en posiciones ligeramente diferentes. Por el momento el video concluye que hay cuatro Minogues en medio de una escena muy caótica con cada fondo adicional, que también representa en cuatro ocasiones. El vídeo termina cuando surge una quinta Kylie.
El video fue dirigido por el director francés Michel Gondry y es una actualización del concepto que había utilizado en el video Feel It de Neneh Cherry. El video también tiene similitudes con un vídeo pasado, "Did It Again", donde había cuatro Kylies.
El video fue filmado el 8 de septiembre de 2002 en la intersección de la Rue du Point du Jour y la Rue de Solferino, en Boulogne-Billancourt, París. Cincuenta extras estaban en la mano, incluido el actor ruso Sacha Bourdo. Le tomó más de quince tomas para crear el efecto deseado. Quince días fueron necesarios para los efectos especiales del video. El vídeo fue lanzado en París el 21 de octubre de 2002.
Pitchfork ha puesto el video de "Come Into My World" en el #14 en "Los 50 Videos musicales de 2000". Y según slantmagazine el vídeo ocupa el puesto número uno de los mejores vídeos de la década del 2000.

## Recepción
En noviembre de 2002, el sencillo debutó en el número ocho en el UK Singles Chart y el número cuatro en la ARIA Charts. La canción ha sido certificado con el disco de oro en Australia.
En Europa, aparte del Reino Unido, logró gran aceptación en Macedonia donde fue #2, misma posición que obtuvo en Eslovenia. Apareció en el tercer lugar de Rumania y cuarto puesto de Yugoslavia. Sexto lugar en Estonia, y noveno en Portugal. 
El único país donde se colocó al tope del chart fue Sudáfrica. Pero también consiguió liderar el Mexico Airplay. 
En Estados Unidos pegó al #91 del Billboard Hot 100, y #20 del Billboard Dance/ClubPlay. Aunque en las radios so coló en la casilla #11 del ARC Top 40 Weekly. En Canadá logró el puesto 15.  

## Formatos y listas de canciones
Sencillo en CD para Canadá
1. «Come Into My World» [Single Version] — 4:06
2. «Come Into My World» [Fischerspooner Mix] — 4:28

Reino Unido CD 1 (CDRS6590)
1. «Come Into My World» [Single Version] — 4:06
2. «Come Into My World» [Ashtrax Mix] — 5:02
3. «Come Into My World» [Robbie Rivera's Hard and Sexy Mix] — 7:01
4. «Come Into My World» [Video]

Reino Unido CD 2 (CDR6590)
1. «Come Into My World» [Single Version] — 4:06
2. «Love at First Sight» [Live Version 2002 Edit] — 4:19
3. «Fever» [Live Version 2002] — 3:43

Reino Unido DVD Sencillo (DVDR6590)
1. «Come Into My World» [Kylie Fever Live Video] — 6:12
2. «The Making of Come Into My World»
3. «Come Into My World» [Fischerspooner Mix Slow]

## Performances en vivo
Minogue interpretó la canción en los siguientes conciertos:
- KylieFeverTour 2002
- Showgirl: The Greatest Hits Tour (versión balada)
- Showgirl: Homecoming Tour (versión balada)
- KylieX2008 (Fisherspooner Remix)
- For You, For Me Tour 2009 (Steve Anderson remix)
- Aphrodite World Tour

## Aparición en otros medios
La canción fue utilizada en un episodio de la quinta temporada de Hechiceras llamado "House Calls" La única versión de la canción juega brevemente después de la apertura de créditos finales.

## Posiciones en listas
| \| Listas (2002) \| Posición máxima \| \| ------------------------- \| --------------- \| \| ARIA[2] \| 4 \| \| Ö3 Austria Top 40[2] \| 59 \| \| Belgium (Flanders)[2] \| 35 \| \| Chezch chart[2] \| 66 \| \| Dennmark chart[2] \| 15 \| \| France Chart[3] \| 78 \| \| Italy chart[2] \| 13 \| \| Dutch Top 40[2] \| 35 \| \| New Zealand chart[2] \| 20 \| \| Romanian Top 100[4] \| 12 \| \| UK Singles Chart[5] \| 8 \| \| Billboard Hot 100[6] \| 91 \| \| Hot Dance Club Songs[6] \| 20 \| \| Top 40 Mainstream[6] \| 28 \| \| Canadian Singles Chart[6] \| 15 \| |                 |
| Listas (2002) | Posición máxima |
| ARIA | 4               |
| Ö3 Austria Top 40 | 59              |
| Belgium (Flanders) | 35              |
| Chezch chart | 66              |
| Dennmark chart | 15              |
| France Chart | 78              |
| Italy chart | 13              |
| Dutch Top 40 | 35              |
| New Zealand chart | 20              |
| Romanian Top 100 | 12              |
| UK Singles Chart | 8               |
| Billboard Hot 100 | 91              |
| Hot Dance Club Songs | 20              |
| Top 40 Mainstream | 28              |
| Canadian Singles Chart | 15              |